# Jorge Altamira
José Saúl Wermus (Ciudad Autónoma de Buenos Aires, 14 de abril de 1942), conocido por su seudónimo Jorge Altamira, es un político argentino, miembro fundador y dirigente de Política Obrera y el Partido Obrero (PO). Fue legislador porteño durante el período 2000-2004 y candidato a presidente de la nación en cinco oportunidades.
Durante la crisis interna del PO formó parte del sector opositor al oficialismo partidario, formando el Partido Obrero Tendencia; la que luego retomará el nombre de Política Obrera.

## Biografía
Altamira se crio en el barrio porteño de Balvanera, viviendo en la habitación de un conventillo (ubicado frente a la villa miseria emplazada en el predio que actualmente ocupa la Plaza Monseñor de Andrea) sin cocina, junto a sus tres hermanos y sus padres, hasta sus veinte años.
Desde 1957 participa en las luchas del movimiento obrero. Luego de una participación en la organización que fundara Silvio Frondizi desde 1958, en 1964 funda la organización Política Obrera, que comienza a editar la revista del mismo nombre. Participó activamente de la lucha contra la dictadura de Onganía, y fue actor en el Cordobazo, en el desarrollo del sindicalismo de Sitrac-Sitram, de la UOM de Villa Constitución, del Smata de 1975 y de la huelga general en junio de este año. Altamira combate al régimen lopezreguista y participó activamente en la organización de las coordinadoras interfabriles que gestarían la huelga general de junio y julio de 1975. Combate a la dictadura videliana editando una prensa clandestina.
En 1978, en el contexto de persecución que la dictadura perpetraba contra las organizaciones obrera y socialistas, Altamira se exilió en Brasil junto con parte de la dirección de Política Obrera; retornando a Argentina en 1982. En ese año participó activamente de la legalización de su organización, con el nombre de Partido Obrero. Desde entonces, desarrolla una intensa actividad pública como dirigente partidario, encabezando sus listas.
En 1989, como candidato a presidente de la Nación por el Partido Obrero, Altamira denuncia el caos hiperinflacionario. Sus apariciones televisivas popularizan la frase: «no paguemos la deuda usuraria, que el Citibank vaya a laburar». En mayo de ese año, poco después de las elecciones, el gobierno ordena la detención de Altamira en la Casa Rosada, lo que conmociona al país. En pocos días, la causa urdida contra el PO se derrumba, y Altamira es liberado.
La crisis interna en el PO, la cual tomó estado público en 2019, lo encontró como dirigente del sector opositor al oficialismo partidario, que luego formó el Partido Obrero Tendencia y obtuvo su personería electoral con el nombre de Política Obrera con el cual se presentó en las elecciones legislativas de 2021.

### Seudónimo
Wermus utiliza el nombre «Jorge Altamira» al presentarse en los medios y en las listas de candidatura. Lo adoptó para escribir sin recibir represalias durante las dictaduras de Levingston, Lanusse y Videla. La práctica era algo normal en la época, y le fue impulsado por Silvio Frondizi, con quien escribió su primer artículo.

## Legislador de la Ciudad de Buenos Aires (2000-2003)
En el año 2000 fue elegido Legislador de la Ciudad de Buenos Aires, cargo que desempeñó hasta el año 2003. En su mandato, impulsó iniciativas legislativas de enorme importancia. Entre ellas, la que estableció la jornada de seis horas para los trabajadores del subte, vetada por Aníbal Ibarra y finalmente impuesta por los obreros de Metrovías a través de una huelga general. También impulsó proyectos de expropiación de varias fábricas recuperadas, como Brukman y Grissinópoli; leyes de urbanización de las villas de la Ciudad; una ley de «salida al derrumbe sanitario» que fue objeto de una intensa polémica legislativa y un proyecto de ley de salario mínimo igual al costo de la canasta familiar. Fue artífice de la aprobación de la entrega gratuita de la vacuna contra la hepatitis a menores de 12 años.
Con la consigna «fuera De la Rúa-Cavallo», Altamira participa activamente del proceso político que culmina en la rebelión popular de diciembre de 2001. En el año 2000, participa en el informe inaugural de la primera «Asamblea Nacional de Trabajadores».

## Candidaturas
Ha sido varias veces candidato a Presidente de la Nación y a diputado nacional. A presidente: en 1989 (45 762 votos: 0,27 %), en 1995 (32 395 votos: 0,19 %), en 1999 (113 916 votos: 0.60 %) y en 2003 (139 399 votos: 0,72 %). En 2011 fue candidato por quinta ocasión, esta vez por el Frente de Izquierda y de los Trabajadores, una alianza electoral conformada por el PO, el Partido de los Trabajadores Socialistas, Izquierda Socialista, en las elecciones de octubre de 2011, al haber superado el 1.5 % de los votos válidos emitidos en las elecciones primarias obligatorias del 14 de agosto de 2011. En las generales se ubicó sexto con el 2.31 % (497 082 votos).
En 2013 fue candidato a Diputado Nacional en Capital Federal por el Frente de Izquierda y de los Trabajadores.
En el 2015 fue derrotado por Nicolás del Caño en las PASO a presidente del Frente de Izquierda.
Tras la conformación de la Tendencia del PO participó como precandidato a Diputado por la Provincia de Buenos Aires en las elecciones legislativas de 2021.

## Actividad académica
Altamira es conferencista frecuente en diferentes foros y universidades del exterior, como la Universidad de San Pablo y la de Barcelona, la Autónoma de Madrid y la Universidad Popular de Madres de Plaza de Mayo. Es políglota: habla francés, inglés, italiano y portugués, además de su lengua materna, el castellano.
Fue director del periódico semanal Prensa Obrera y de la revista teórica En defensa del marxismo, ambos editados por el Partido Obrero.[cita requerida] Escritor prolífico, ha publicado diversos libros y folletos, entre los que se destacan:
- La estrategia de la izquierda en la Argentina (1989).
- Teoría marxista y estrategia política (1999).
- El Argentinazo. El presente como historia. (2002).
- Una nueva etapa histórica (2002).
- Tesis Programáticas para la IV Internacional (2004).
- La Revolución Rusa en el siglo XXI (2008).
- No fue un martes negro más (2010).
- El ascenso de la izquierda en el marco de la bancarrota capitalista (2012).

### Artículos y escritos
- Artículos en Prensa Obrera
- Artículos en En defensa del marxismo
- Artículos de opinión en Infobae
- Artículos en Política Obrera

### Entrevistas
- Entrevista de Jorge Fontevecchia para Perfil: Parte 1 - Parte 2 - Parte 3
- El Método Rebord #33

### Reportajes
- Reportaje en la revista Acheronta

- Datos: Q6277643
- Multimedia: Jorge Altamira / Q6277643
- Citas célebres: Jorge Altamira
- Textos: Autor:Jorge Altamira